# New York Jets 2008
La stagione 2008 dei New York Jets è stata la 39ª della franchigia nella National Football League, la 49ª complessiva. La squadra migliorò il record di 4-12 dell'anno precedente salendo a 9-7, non sufficiente però a centrare i playoff. In questa stagione la squadra fu guidata dal quarterback futuro membro della Hall of Fame Brett Favre, ottenuto in uno scambio dai Green Bay Packers dopo essersi inizialmente ritirato.

## Scelte nel Draft 2008

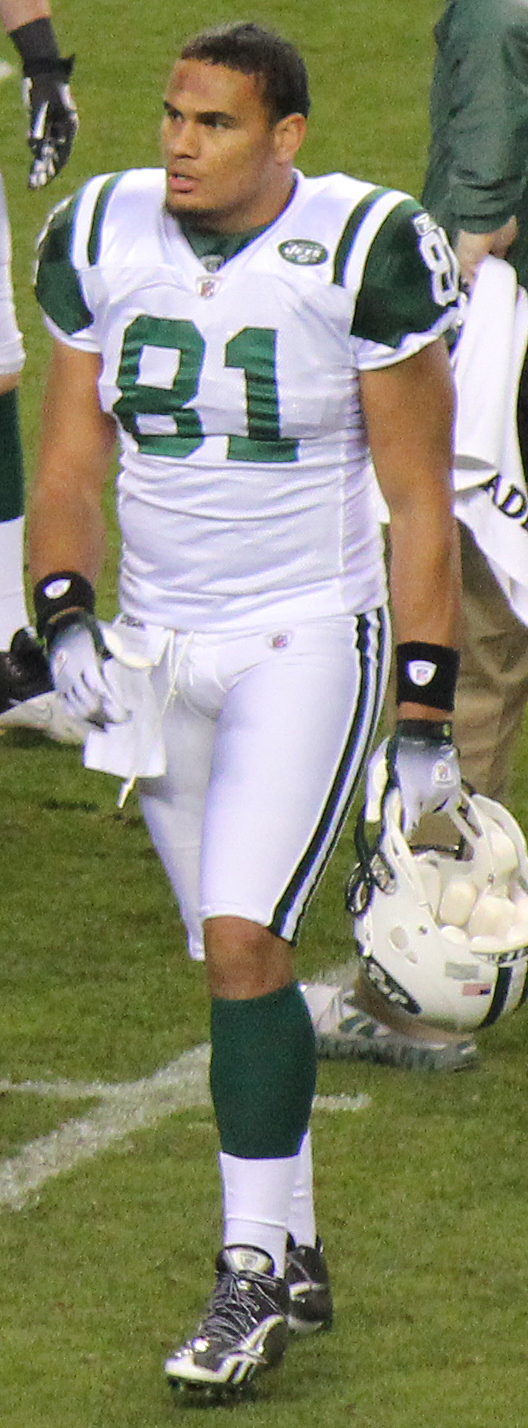
Dustin Keller fu una delle due scelte del primo giro dei Jets nel draft 2008

| Scelte dei Jets nel Draft 2008 | Scelte dei Jets nel Draft 2008 | Scelte dei Jets nel Draft 2008 | Scelte dei Jets nel Draft 2008 | Scelte dei Jets nel Draft 2008 |
| Giro                           | Scelta                         | Giocatore                      | Ruolo                          | College                        |
| ------------------------------ | ------------------------------ | ------------------------------ | ------------------------------ | ------------------------------ |
| 1                              | 6                              | Vernon Gholston                | Defensive end                  | Ohio State                     |
| 1                              | 30                             | Dustin Keller                  | Tight end                      | Purdue                         |
| 4                              | 113                            | Dwight Lowery                  | Cornerback                     | San José State                 |
| 5                              | 162                            | Erik Ainge                     | Quarterback                    | Tennessee                      |
| 6                              | 171                            | Marcus Henry                   | Wide receiver                  | Kansas                         |
| 7                              | 211                            | Nate Garner                    | Offensive tackle               | Arkansas                       |

## Roster

### Calendario

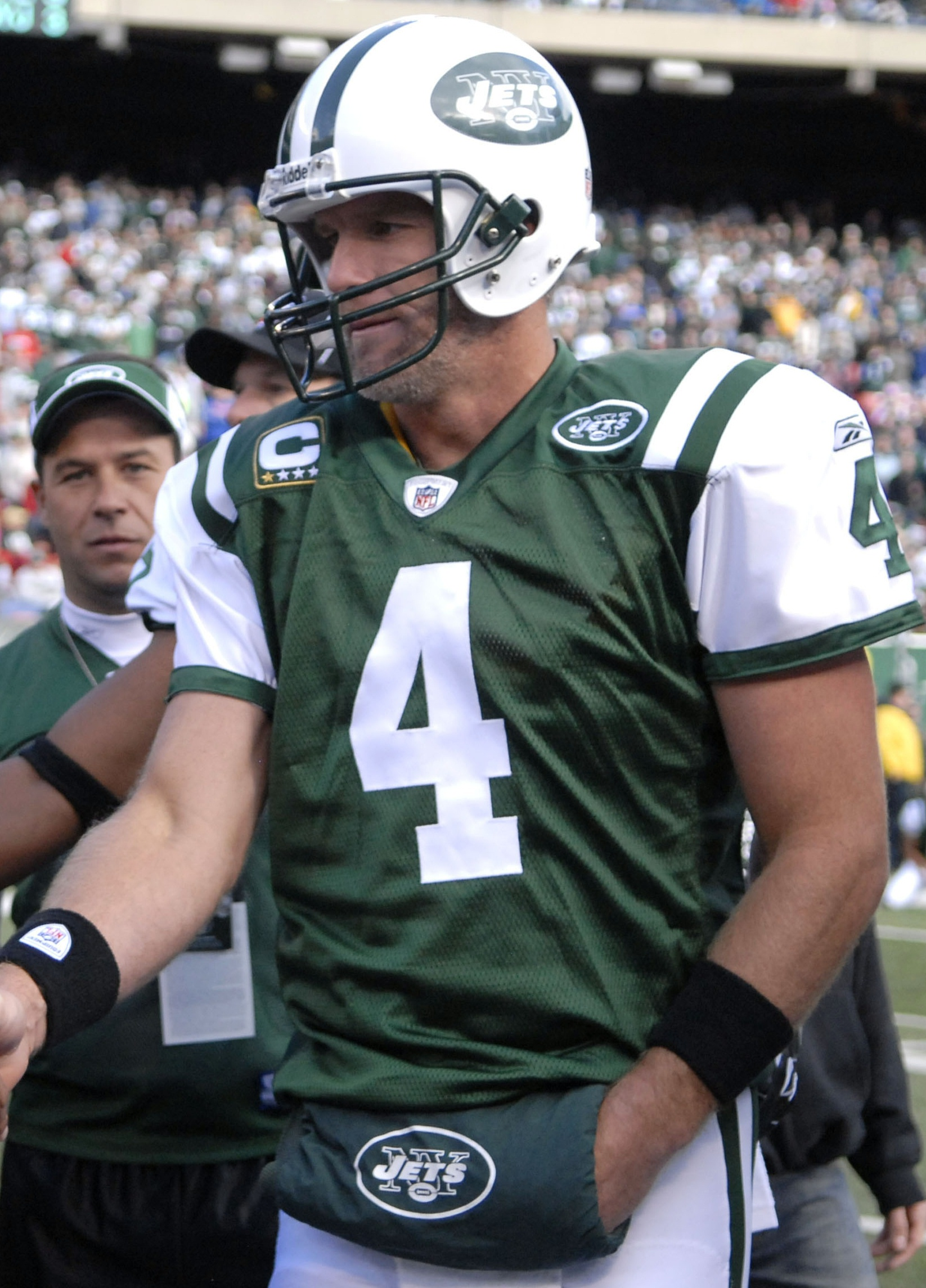
Quella del 2008 fu l'unica stagione di Brett Favre con i Jets

| Stagione regolare | Stagione regolare       | Stagione regolare  | Stagione regolare               | Stagione regolare  | Stagione regolare  | Stagione regolare  |
| Turno             | Avversario              | Risultato          | Stadio                          | Ora (ET)           | TV                 | Record             |
| ----------------- | ----------------------- | ------------------ | ------------------------------- | ------------------ | ------------------ | ------------------ |
| 1                 | at Miami Dolphins       | V 20–14            | Dolphin Stadium                 | 1:00 PM            | CBS                | 1–0                |
| 2                 | New England Patriots    | S 10–19            | Giants Stadium                  | 4:15 PM            | CBS                | 1–1                |
| 3                 | at San Diego Chargers   | S 29–48            | Qualcomm Stadium                | 8:30 PM            | ESPN               | 1–2                |
| 4                 | Arizona Cardinals       | V 56–35            | Giants Stadium                  | 1:00 PM            | Fox                | 2–2                |
| 5                 | Settimana di pausa      | Settimana di pausa | Settimana di pausa              | Settimana di pausa | Settimana di pausa | Settimana di pausa |
| 6                 | Cincinnati Bengals      | V 26–14            | Giants Stadium                  | 1:00 PM            | CBS                | 3–2                |
| 7                 | at Oakland Raiders      | S 13–16 (DTS)      | Oakland–Alameda County Coliseum | 4:15 PM            | CBS                | 3–3                |
| 8                 | Kansas City Chiefs      | V 28–24            | Giants Stadium                  | 1:00 PM            | CBS                | 4–3                |
| 9                 | at Buffalo Bills        | V 26–17            | Ralph Wilson Stadium            | 1:00 PM            | CBS                | 5–3                |
| 10                | St. Louis Rams          | V 47–3             | Giants Stadium                  | 1:00 PM            | Fox                | 6–3                |
| 11                | at New England Patriots | V 34–31 (DTS)      | Gillette Stadium                | 8:15 PM            | NFLN               | 7–3                |
| 12                | at Tennessee Titans     | V 34–13            | LP Field                        | 1:00 PM            | CBS                | 8–3                |
| 13                | Denver Broncos          | S 34–17            | Giants Stadium                  | 4:15 PM            | CBS                | 8–4                |
| 14                | at San Francisco 49ers  | S 24–14            | Candlestick Park                | 4:05 PM            | CBS                | 8–5                |
| 15                | Buffalo Bills           | V 31–27            | Giants Stadium                  | 1:00 PM            | CBS                | 9–5                |
| 16                | at Seattle Seahawks     | S 13–3             | Qwest Field                     | 4:05 PM            | CBS                | 9–6                |
| 17                | Miami Dolphins          | S 24–17            | Giants Stadium                  | 4:15 PM            | CBS                | 9–7                |

## Classifiche
| AFC East             | AFC East | AFC East | AFC East | AFC East | AFC East | AFC East | AFC East | AFC East | AFC East |
|                      | V        | S        | P        | PCT      | DIV      | CONF     | PF       | PS       | STR      |
| -------------------- | -------- | -------- | -------- | -------- | -------- | -------- | -------- | -------- | -------- |
| (3) Miami Dolphins   | 11       | 5        | 0        | .688     | 4–2      | 8–4      | 345      | 317      | V5       |
| New England Patriots | 11       | 5        | 0        | .688     | 4–2      | 7–5      | 410      | 309      | V4       |
| New York Jets        | 9        | 7        | 0        | .563     | 4–2      | 7–5      | 405      | 356      | S2       |
| Buffalo Bills        | 7        | 9        | 0        | .438     | 0–6      | 5–7      | 336      | 342      | S1       |